# Frauenhofen (Gemeinde Tulln)
Frauenhofen ist eine Ortschaft und eine Katastralgemeinde der Stadtgemeinde Tulln an der Donau im Bezirk Tulln in Niederösterreich. Die Ortschaft hat 107 Einwohner (Stand 1. Jänner 2024).

## Geografie
Das Dorf befindet sich südöstlich von Tulln an der Kreuzung der Landesstraßen L2011 und L2137. Westlich des Ortes fließt die Kleine Tulln vorüber.

## Geschichte
Laut Adressbuch von Österreich waren im Jahr 1938 in Frauenhofen ein Gärtner, ein Gastwirt, eine Gemischtwarenhandlung, ein Schuster und einige Landwirte ansässig. Bis zur Eingemeindung nach Tulln mit 1. Jänner 1970 war der Ort ein Teil der damaligen Gemeinde Staasdorf.

## Sehenswürdigkeiten
- Wallfahrtskirche in Frauenhofen
- Schloss Frauenhofen

## Persönlichkeiten
- Josef Starkl (1929–2005), Gärtnereibesitzer, lebte im Ort